# 顕智
顕智（けんち、嘉禄2年（1226年）- 延慶3年7月4日（1310年7月30日）?）は、鎌倉時代中期の浄土真宗の僧。

## 略歴
初め比叡山で出家・修行し、賢順と号したという。浄土真宗の祖とされる親鸞の弟子真仏に師事し、その後親鸞の直弟子となって顕智と改めたという。多く親鸞に随行し、親鸞が京都に戻る際にも従った。
親鸞による善鸞義絶によって東国真宗教団の動揺と危機がほぼ落着した正嘉2年（1258年）、真仏が没した事もあり、真宗高田派の本山である専修寺の3世を継ぎ、また、この年、顕智をはじめとする東国教団の指導者たちは上洛して京都の親鸞に面した。その京都からの帰り、高田門徒の指導者の一人であった顕智は三河国の「権守トノ」こと和田円善宅に滞在し、円善を弟子とし、ここを拠点に三年にわたって布教を行なった（「三河念仏相承日記」）。こうして和田門徒が形成されていき、後に円善は三門徒派の如道の師となった。
親鸞死後もその娘の覚信尼を助けて大谷廟堂（後の本願寺）の造営に力を注いだ。一説によれば浄土真宗で初めて法印・大僧都に叙任されたと伝えられる。